# ريادة الأعمال الشاملة
إن ريادة الأعمال الشاملة (بالإنجليزية: Inclusive entrepreneurship)‏، عبارة عن مجموعة من المواقف، والكفاءات والمهارات التي تمكن الناس من تحويل أحلامهم إلى مشاريع ملموسه أو «شركات» ومن ثم الاطلاع عليها حتى تؤتي ثمارها، وهي مسألة أكبر من مجرد البدأ في الأعمال التجارية الفردية، ويمكن ان تطبق عملية  تنظيم المشاريع الشاملة علي العمل الحر عن طريق بدء أو تنمية المشاريع الصغرى والمشاريع الاجتماعية باستخدام المنهج القائم على الأعمال التي تقودها البعثة الاجتماعية، وفي الواقع إن الصفات الشخصية المطلوبة لتنظيم المشاريع ضرورية للنجاح في المعرفة الاقتصادية سواء كان ذلك في القطاع الخاص أو العام.
ويشير استخدام كلمه «شاملة» إلى الاعتقاد بأن ريادة الأعمال هي للجميع وأن الصفات والشروط الشخصية المطلوبة لتنظيم المشاريع ليست حكراً على عدد قليل من الأشخاص ذوي الامتيازات والتعليم العالي، في الواقع الملايين من الناس في جميع انحاء العالم  يقوم باتخاذ قرارات معقده، وأداره خطيرة، وإيجاد حلول مبتكره جديده، والتعاون مع الآخرين فقط للنجاة  في حياتهم اليومية، ومع ذلك إن العقبات والمخاطر التي يواجهونها عند محاولتهم القفز أو الانتقال من البقاء إلى الاستدامة الطويلة الأجل أكبر بكثير نسبياً من تلك التي تشارك في إطلاق شركه جديدة في سوق المالية.
وتتعلق ريادة وروح الأعمال الشاملة بدعم رواد المشاريع من جميع البيئات من خلال خلق فرص متكافئة، وهذا يتضمن فهم ومن ثم التغلب علي الحواجز التي يواجهها مختلف الناس في أماكن مختلفة وهي تتعلق بإطلاق الامكانيات الابداعية  التي يملكها الناس وتوظيفها من أجل خلق مستقبل أكثر استدامه للناس جميعاً.

## مجتمع الممارسة في الاتحاد الأوروبي
تم إحراز تقدم كبير في ريادة الأعمال الشاملة من خلال مبادرة مجتمع المساواة في الاتحاد الأوروبي التي شملت موضوعًا حول إنشاء الأعمال التي تم تناولها تقريبا من نصف الاعضاء في دول الاتحاد الأوروبي وقد أدى هذا البحث العلمي إلى تطوير المجتمع من ممارسة ريادة الأعمال الشاملة ودعت COPIE الذي تم قيادته من قبل فلاندرز وألمانيا مع شركاء من إسبانيا ومن البرتغال والمملكة المتحدة البريطانية والمراقبين من فرنسا وايرلندا وهولندا والتشيك ورومانيا، وطورت COPIE مجموعة من الادوات لتيسير تقييم انظمة دعم المؤسسات من خلال وجهة نظر مجموعة واسعة من (النساء، والاقليات الإثنية، والمهاجرين، وناس من ذوي الاحتياجات الخاصة، والشباب وكبار السن). لقد استفاد جزء كبير من التعلم على ويكيبيديا http://www.wikipreneurship.eu.
بعد نهاية مبادرة المساواة {COPIE2}. شبكة للتعلم ضمن برنامج التعلم من أجل التغيير تم إنشائها مرة أخرى بقيادة ألمانيا وأيضاً فلاندرز والونيا، وجمهورية التشيك وإسبانيا والأندلس وليتوانيا، لديها مجموعات عمل حول:
- تنسيق السياسات
- القدرة في الحصول على التمويل
- تعليم ريادة الأعمال
- التدريب
- إدارة الجودة ودعم الأعمال الشامل
- الشخيص الأوروبي واداة القياس

## مشروع جامعة سيراكوز
ريادة الأعمال الشاملة أيضاً هي اسم للمشروع الذي تم تطويره منذ البداية من مشروع نيويورك الرائد التي يمولها مكتب سياسة توظيف الإعاقة من قبل مقاطعة في اوننداغا، جامعة سيراكوز.
قامت بتعريف ريادة وروح الأعمال الشاملة على أنها؛ إستراتيجية وعملية لمساعدة الاشخاص ذوي الاحتياجات الخاصة أو اصحاب المساوئ الاقتصادية والاجتماعية على ان يصبحوا رواد أعمال من خلال التدريب علي التخطيط للعمل واستخدام هدف تنمية الأعمال التجارية المخصصة، ودعم التخطيط والوصول إلى الموارد المالية باستخدام موارد مختلف الشركاء العاملين بشكل عام أو خاص. تعريف من غاري شاهيين من (BBI) وميرزا تهيتش من إدارة مدرسة ويت مان (جامعة سيراكوز)).
تستخدم ريادة الأعمال الشاملة الممارسات والشراكات التي تم تحسينها  خلال السنوات الثلاث (2006-2009) برنامج وزاره العمل الامريكيه/مكتب سياسة توظيف المعاقين (ODEP) الممول من «بدء العمل في نيويورك» وبرنامج الاستثمار في منظمات المشاريع الصغيرة (2009-2014) لمده خمس سنوات، وهو برنامج رابطه الأعمال التجارية للاستثمار في منظمي المشاريع الصغرى، وقد جلبت شركة نيويورك الناشئة فريقا متخصص في العديد من الاشياء  يتكون من استشاريين في الأعمال التجارية، وخبراء في مجال الاعاقه، ومستشارين للمنافع، ومرشدين، وأي دعم من النظراء والعائلات المحددة مع المشارك لدمج معارفهم ومواردهم، توفير التدريب المخصص للمشاريع الصغيرة، والمساعدة، والموارد الاستشارية.
ريادة الأعمال الشاملة بقيادة جامعة سيراكيوز ومدرسة ويتمان الإدارية/إدارة تنظيم المشاريع والمؤسسات الناشئة (EEE) بالاشتراك مع معهد بيرتون بلات (آيبي)، ومع ذلك من المهم ان تلاحظ ان نجاح ريادة الأعمال الشاملة كجامعه ومبادرة مجتمعيه تقوم أيضا علي تطوير الشراكات الرئيسية الضرورية لمساعده أصحاب المشاريع علي تطوير أعمالهم، ويمكن ان تكون هذه المراكز تكون شامله على مركز تطوير الأعمال التجارية الصغيرة المحلية ومركز واحد للوظائف المهنية، عفوا عن أصحاب المصلحة المحليين الرئيسيين الذين يعملون مع الافراد ذوي الدخل المنخفض، بمن فيهم ذوو الاعاقه المنخفضة الدخل، لمساعدتهم علي تحقيق الأهداف الاقتصادية الاكتفاء الذاتي.
وعن سبب ريادة الأعمال الشاملة تحديداً فإن ريادة الأعمال الشاملة تتجاوز الملكية التجارية وهي تفيد المجتمع من خلال تعزيز النقص الاساسي في الأعمال التجارية، وأصحاب المصلحة الاجتماعيين، والتعاون الاجتماعي، والفوائد، والمهارات والثقة اللازمة للنجاح الشخصي والاجتماعي. ويعرب المشاركون الذين تعرضو أو شاركو في ريادة الأعمال الشاملة من خلال شركة نيويورك الناشئة والمجلس الاعلى للترتيبات الاحتياطية على ان لديهم المزيد من الفرص لمماسرة الحرية الابداعية بشكل مطلق وتنمية كبيرة لاحترام الذات وتحسين الإلمام بالمال وإحساس عام أكبر بالسيطرة على حياتهم الخاصة ولقد تمكن شركاء المجتمع من توفير الوقت والمال من خلال تنفيذ عملية ريادة الأعمال الشاملة.

## روابط خارجية
موقع (COPIE) http://cop-ie.eu، و WIKI : http://www.wikipreneurship.eu